# Parco nazionale delle Thousand Islands
Il parco nazionale delle Thousand Islands (in inglese Thousand Islands National Park) è un parco nazionale situato in Ontario, in Canada.
È uno dei parchi nazionali più piccoli del Canada. È composto da 21 isole e molti isolotti minori situate nel fiume San Lorenzo, appartaenti all'arcipelago delle Thousand Islands, nonché tre aree situate sulla terraferma. Mallorytown Landing fa parte del Parco Nazionale delle Mille Isole. È stato istituito nel 1904 e ha una superficie totale di 9 km². La città più vicina è Brockville in Ontario, mentre un centro visitatori si trova a Mallorytown.